# Als du mich sahst
Als du mich sahst (Originaltitel The Idea of You) ist eine romantische Tragikomödie von Michael Showalter. Der Film basiert auf dem gleichnamigen Roman von Robinne Lee. In den Hauptrollen sind Oscar-Preisträgerin Anne Hathaway und Nicholas Galitzine zu sehen. Die Premiere des Films erfolgte im März 2024 beim South by Southwest Film Festival. Anfang Mai 2024 wurde The Idea of You in das Programm von Prime Video aufgenommen.

## Handlung
Solène, eine 40-jährige alleinerziehende Mutter, begleitet ihre 16-jährige Tochter beim Besuch eines Konzerts der Boyband August Moon beim Coachella Music Festival. Zufällig lernt sie dort den 24-jährigen Leadsänger Hayes Campbell kennen. Sofort sprühen zwischen den beiden die Funken und sie beginnen eine heimliche Romanze. Als die Beziehung über Social Media öffentlich wird, trennen sich die beiden, weil Solène nicht damit klarkommt, wie ihre Tochter angefeindet wird. Sie vereinbaren, sich in 5 Jahren erneut zu treffen, wenn die Tochter volljährig ist. Hayes besucht Solène nach der Zeit in ihrer Galerie und sie schauen sich verliebt an.

## Produktion

### Literarische Vorlage und Filmstab
Der Film basiert auf dem Roman The Idea of You von Robinne Lee aus dem Jahr 2017. In ihrem Debütroman erzählt die US-Schauspielerin die Geschichte einer 39-jährigen, alleinerziehenden Mutter, die eine Kunstgalerie in Los Angeles besitzt. Im Buch ist ihr Name Solène Marchand. Ihre Tochter Isabelle ist ein großer Fan einer Boyband. Immer wieder wurde spekuliert, dass der Popstar des Romans von Harry Styles inspiriert sei.
Regie führte Michael Showalter, der gemeinsam mit Jennifer Westfeldt auch Lees Roman adaptierte. Westfeldt ist für ihre Arbeit am Drehbuch zum Film Kissing Jessica bekannt, aber auch für die Fernsehserie The First Lady. In der Adaption von The Idea of You verringerten sie den Altersunterschied von Solène und Hayes, indem der Sänger mit 24 Jahren vier Jahre älter als in der Romanvorlage gemacht wurde. Auch Solènes Tochter Isabelle, im Buch fast 13 Jahre alt, ist im Film einige Jahre älter. Zudem unterscheiden sich die Gründe, aus denen sich Solène von Hayes trennt.

### Besetzung, Dreharbeiten und Filmschnitt

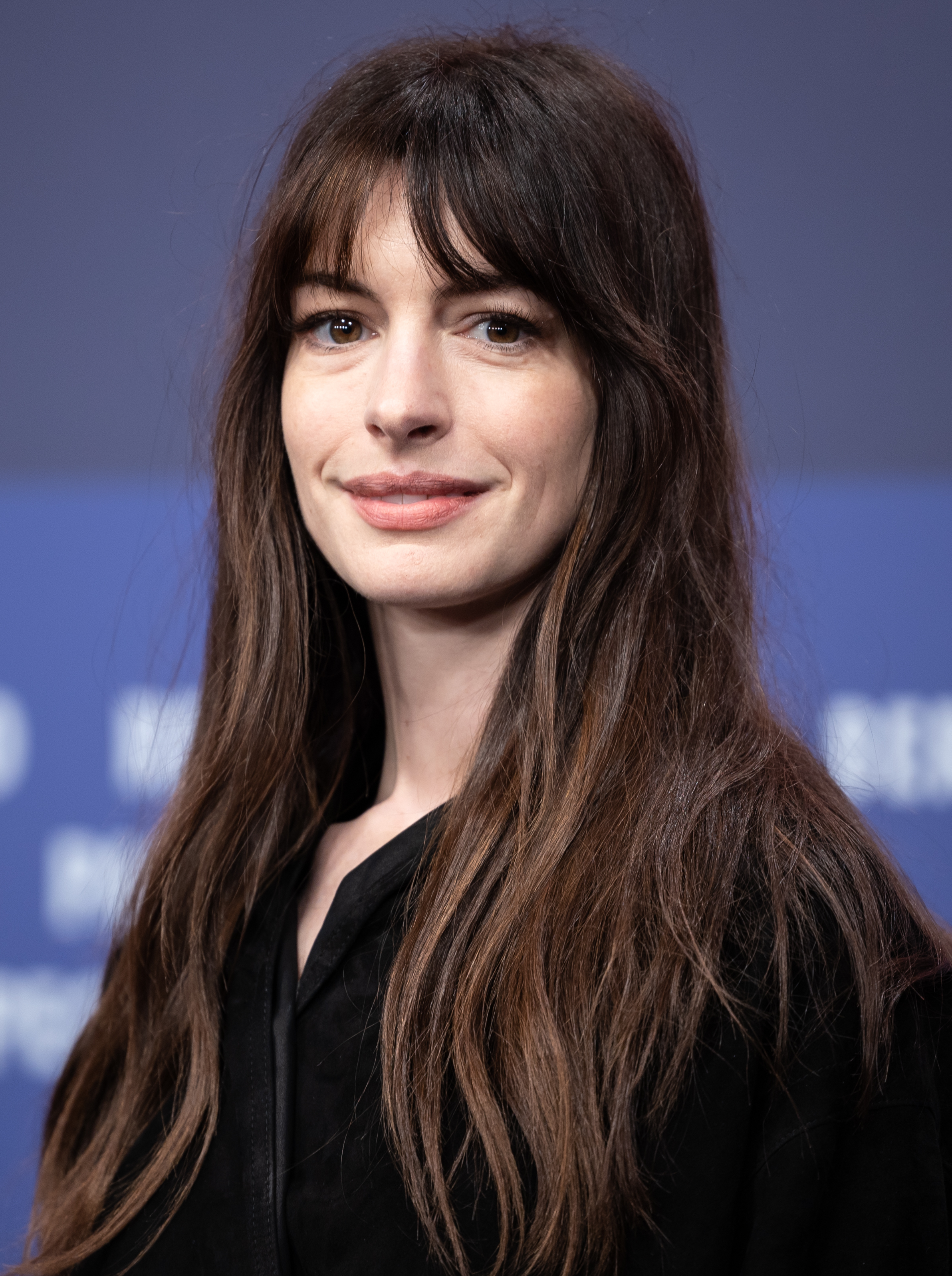
Anne Hathaway spielt Solène

Die Oscar-Preisträgerin Anne Hathaway und der Brite Nicholas Galitzine, bekannt aus Filmen wie Bottoms und Royal Blue, spielen in den Hauptrollen die alleinerziehende Mutter Solène und den August-Moon-Frontman und ihren neuen Liebhaber Hayes Campbell. Jaiden Anthony, Raymond Cham Jr., Viktor White und Dakota Adan spielen die anderen August-Moon-Mitglieder Adrian, Oliver, Simon und Rory. Weiter auf der Besetzungsliste finden sich Ella Rubin als Solènes Tochter Izzy, Reid Scott als ihr Exmann Dan und Annie Mumolo als ihre Freundin Tracy.
Die Dreharbeiten fanden ab Oktober 2022 in den Städten Atlanta und Savannah im US-Bundesstaat Georgia statt. Als Kameramann fungierte Jim Frohna, der in der Vergangenheit überwiegend für Fernsehserien wie Transparent, I Love Dick, Big Little Lies und Shrinking arbeitete.
Den Filmschnitt übernahm Peter Teschner, mit dem Showalter bereits für seinen letzten Film Spoiler Alarm zusammenarbeitete.

### Filmmusik und Songs
Die Filmmusik komponierte Siddhartha Khosla, der in der Vergangenheit für Fernsehserien wie How I Met Your Mother, The Neighbors, The Royals und Only Murders in the Building tätig war. Der Musikproduzent ist auch Sänger und Songschreiber der Band Goldspot.
Mit Dance Before We Walk veröffentlichte Arista Records Anfang März 2024 den ersten Filmsong. Das Lied der fiktiven Film-Band August Moon wurde von Savan Kotecha und Carl Falk geschrieben und eingesungen. Als Hauptsongwriter schrieb Kotecha alle Songs der Filmband. Er schrieb in der Vergangenheit bereits Songs für Künstler wie Britney Spears, Ariana Grande und Adam Lambert. Der schwedische Singer-Songwriter Falk ist unter anderem dafür bekannt, dass er das Studioalbum Tim des 2018 verstorbenen DJ Avicii fertigstellte. Das komplette Soundtrack-Album mit insgesamt elf Musikstücken wurde am 2. Mai 2024 zum Start des Films bei Prime Video als Download und am darauffolgenden Tag auch in physischer Form veröffentlicht. Zudem veröffentlichte Arista Records ein zweites Album, eine Deluxe Edition, als Download auf dem unter anderem Live-Versionen der Songs Taste, Guard Down, Closer und I Got You enthalten sind. Galitzine singt die meisten Lieder im Film selbst.

### Marketing und Veröffentlichung
Die Weltpremiere des Films fand am 16. März 2024 beim South by Southwest Film Festival statt, wo The Idea of You als Abschlussfilm gezeigt wurde. Der erste Trailer wurde kurz zuvor vorgestellt. Mit weltweit 125 Millionen Aufrufen in den ersten Tagen auf allen Social-Media-Plattformen avancierte dieser zum meistgesehenen Trailer aller Original-Streaming-Filme der Amazon MGM Studios. Im April 2024 wurde The Idea of You beim Miami Film Festival vorgestellt. Ende April 2024 wurde der Film beim San Francisco International Film Festival und beim Atlanta Film Festival gezeigt. Am 2. Mai 2024 wurde er in das Programm von Prime Video aufgenommen.

## Rezeption

### Altersfreigabe und Kritiken
In den USA erhielt der Film von der MPAA ein R-Rating, was einer Freigabe ab 17 Jahren entspricht. In Deutschland wurde der Film von der FSK bereits ab 12 Jahren freigegeben.

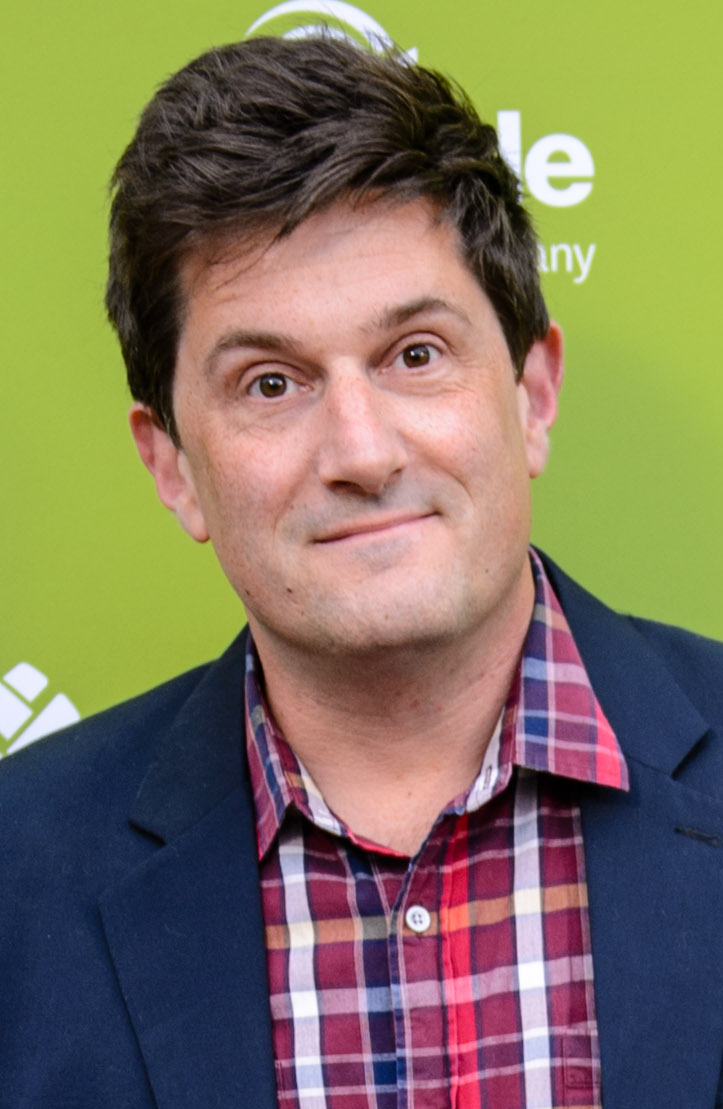
Regisseur Michael Showalter

Von den bei Rotten Tomatoes aufgeführten Kritiken sind 81 Prozent positiv, womit er aus den 25. Annual Golden Tomato Awards als Viertplatzierter unter den Liebesfilmen des Jahres 2024 hervorging.  Bei Metacritic erhielt der Film einen Metascore von 68 von 100 möglichen Punkten.
Hannah Madlener beschreibt den Film in ihrer Kritik für die Frauenzeitschrift Glamour als eine feministische Untersuchung über die Bedürfnisse und Erwartungen von Frauen ab einem bestimmten Alter in Bezug auf ihre Sexualität und die Gesellschaft. The Idea of You sei eher ein Drama als eine RomCom und könne auch als Coming-of-Age-Drama über eine Frau, die eigentlich über dieses Alter hinaus ist, gelesen werden, mit allem, was dazugehört, und sei damit weit entfernt von der belanglosen RomCom, als die der Film erst verkauft wurde. Der Film wisse, dass das Leben nicht nur aus Höhen bestehen kann.

### Abrufe
Nach seinem Start bei Prime Video am 2. Mai 2024 landete der Film in über 100 Ländern auf Platz 1 der Abrufcharts des Streaminganbieters.

### Auszeichnungen
Artios Awards 2024
- Auszeichnung als Bester Fernseh- oder Streamingfilm[26]

Guild of Music Supervisors Awards 2025
- Nominierung in der Kategorie „Music Supervision in Mid-Level Budget Films“ (Frankie Pine)
- Nominierung in der Kategorie „Song Written and/or Recorded for a Film“ („The Idea of You“)[27]

Hollywood Music in Media Awards 2024
- Nominierung als Bester Song – Onscreen Performance (The Idea of You, Nicholas Galitzine und Anne-Marie)
- Nominierung in der Kategorie Music Supervision – Film (Frankie Pine)[28]

South by Southwest Film Festival 2024
- Nominierung für den Publikumspreis (Michael Showalter)[3]

## Synchronisation
Die deutsche Synchronisation entstand nach einem Dialogbuch und der Dialogregie von Julia Stoepel im Auftrag der VSI Synchron GmbH in Berlin.
| Darsteller           | Synchronsprecher    | Rolle           |
| -------------------- | ------------------- | --------------- |
| Anne Hathaway        | Marie Bierstedt     | Solène Marchand |
| Nicholas Galitzine   | Max Felder          | Hayes Campbell  |
| Ella Rubin           | Magdalena Montasser | Izzy            |
| Jaiden Anthony       | Christian Olah      | Adrian          |
| Nina Bloomgarden     | Maximiliane Häcke   | Amber           |
| Chandler Lovelle     | Julia Stoepel       | Charlotte       |
| Meg Millidge         | Diana Ebert         | Claire          |
| Reid Scott           | Florian Hoffmann    | Daniel          |
| Perry Mattfeld       | Anja Nestler        | Eva             |
| Mathilda Gianopoulos | Friedel Morgenstern | Georgia         |
| Graham Norton        | Gerald Schaale      | Graham Norton   |
| Cheech Manohar       | Felix Isenbügel     | Jeremy          |
| Roxy Rivera          | Grace Rich          | Jodie           |
| Jon Levine           | Uwe Büschken        | Lawrence        |
| Grace Junot          | Andrea Cleven       | Nancy           |
| Raymond Cham Jr.     | Patrick Keller      | Oliver          |
| Hedy Nasser          | Lydia Morgenstern   | Priya           |
| Dakota Adan          | Sebastian Kluckert  | Rory            |
| Brent Bailey         | Peter Lontzek       | Todd            |
| Annie Mumolo         | Uschi Hugo          | Tracy           |
| Jordan Aaron Hall    | Manuel Elsherif     | Zeke            |